# Indagationes Mathematicae
Indagationes Mathematicae is een internationaal, aan collegiale toetsing onderworpen wetenschappelijk tijdschrift op het gebied van de wiskunde. De naam, die staat voor "mathematisch onderzoek", wordt in literatuurverwijzingen meestal afgekort tot Indagat. Math. Het wordt uitgegeven door Elsevier, oorspronkelijk namens de Koninklijke Nederlandse Akademie van Wetenschappen en nu namens het Koninklijk Wiskundig Genootschap. Het tijdschrift verschijnt 4 keer per jaar. Het eerste nummer verscheen in 1951.